# Ataenius coriarius
Ataenius coriarius är en skalbaggsart som beskrevs av Schmidt 1912. Ataenius coriarius ingår i släktet Ataenius och familjen Aphodiidae. Inga underarter finns listade.